# ابهیچاران
ابهیچاران (به لاتین: Abhicharan) در هند است که در تریپورا واقع شده‌است.